# Terremoto de Trancas de 1826
El Terremoto de Trancas 1826 fue un terremoto que ocurrió el 19 de enero de 1826, a las 08:00 hora local UTC-3, en la provincia de Tucumán, Argentina. 
Tuvo su epicentro en las coordenadas geográficas 26°20′S 65°25′O / -26.333, -65.417
La magnitud estimada fue de 6,4 en la escala de Richter, a una profundidad de 38 kilómetros; y de una intensidad de "grado VIII" en la escala de Mercalli.
Produjo daños y algunas víctimas en la localidad de Trancas, provincia de Tucumán.